# Мілютін Микола Олексійович
Микола Олексійович Мілютін (6 [18] июня 1818 — 26 января [7 февраля] 1872) — державний діяч Російської імперії, один з головних розробників Селянської реформи 1861; тайный советник (1860), сенатор (21 квітня 1861 р.), статс-секретар (1 січня 1864 р.). Член Державної ради від 1 січня 1865 року.
Брат генерал-фельдмаршала графа Дмитра, військового юриста Бориса та статистика Володимира Мілютіних.

## Біографія

### Походження. Початок державної служби
Походив із небагатої дворянської родини. Син Олексія Михайловича Мілютіна (1780—1846) та Єлизавети Дмитрівни (1794—1838), рідної сестри графа Павла Дмитровича Кисельова. Предок його батька був піднесений до дворянської гідності Петром I за влаштування в Москві першої шовкової фабрики.
Освіту здобув у Благородному пансіоні при Московському університеті. У молоді та юнацькі роки перебував під сильним впливом своїх батьків та дядька, графа П. Д. Кисельова.
У 1835 році розпочав цивільну службу в чині губернського секретаря у господарському департаменті Міністерства внутрішніх справ. У січні — березні 1840 року перебував у службовому відрядженні в Новгородській, Тверській та Московській губерніях. У квітні — травні відвідав Рибінськ та Ярославль. За підсумками відрядження склав записку про голод, якою звернув на себе увагу начальства; за дорученням міністра графа А. Г. Строганова розробляв питання про залізничне будівництво. У 1842 році очолив міське відділення господарського департаменту, розробив нове містове становище, введене в Петербурзі, Москві та Одесі. У тому ж році отримав чин колезького асесора. З 1845 року, відразу після заснування Російського географічного товариства, став разом із братом Дмитром одним із ранніх та активних його діячів. Брав активну участь у роботі відділення статистики та Ради Російського географічного товариства (1852—1854).
Потім був призначений директором господарського департаменту Міністерства внутрішніх справ. На цій посаді проводив масштабну роботу зі статистичного обстеження Росії, результати якої були опубліковані в ряді праць, що виходили під його редакцією 1838—1864 років. Ініціював дослідження ярмаркової торгівлі на півдні (виконувалося І. С. Аксаковим), статистики, політичних установ та фінансів Королівства Польського. Департаментом активно збиралися дані, необхідні для розробки селянської реформи. Член Особливого комітету для обговорення клопотань, що надійшли з багатьох губерній про надання різних пільг та облігацій з нагоди Східної війни та неврожаїв (1856). Був введений у таємні радники 30 серпня 1860 року.
З 1853 по 1861 був членом Опікунської ради закладів громадського піклування в Санкт-Петербурзі.

### Розробник селянської реформи
У 1856 Мілютін подав записку «Попередні думки про влаштування відносин між поміщиками і селянами», в якій пропонував, посилаючись на реформу, проведену в Пруссії, звільнити селян із земельними наділами за викуп.
У другій половині 1850-х роках увійшов до гуртка Великої княгині Олени Павлівни, зблизився з Великим князем Костянтином Миколайовичем та міністром внутрішніх справ С. С. Ланським, після запоруки якого «як за самого себе» був призначений товаришем міністра (1859) і став керівником робіт з підготовки селянської реформи. Займаючи ліберальні та слов'янофільські позиції, за підтримки Вел. Кн. Костянтина Миколайовича, С. З. Ланського та імператора Олександра II виступав проти позиції більшої частини губернських комітетів у селянській справі. Після оприлюднення Маніфесту про звільнення селян від кріпацтва разом з графом С. С. Ланським відправлений у відставку. Був призначений сенатором 21 квітня 1861.

### Статс-секретар у справах Польщі

З приводу польського повстання 31 серпня 1863 року на аудієнції у царя виступив із планом умиротворення Царства Польського . Як статс-секретар Його Імператорської Величності для особливих доручень, разом із Ю. Ф. Самаріним та князем В. А. Черкаським керував упокоренням Польщі; було розроблено низку пропозицій, схвалених імператором, зокрема Положення від 19 лютого 1864 року, що наділяло землею польських селян. Введено в дію Високі укази від 19 лютого 1864 року про влаштування побуту польських селян; про влаштування сільських гмін, про ліквідаційну комісію, про порядок введення в дію нових постанов. Головними рисами реформи Мілютіна-Самаріна-Черкаського були перехід у власність селян всієї землі, якою вони володіють, встановлення одного лише поземельного податку, дозвіл викупу сервітутів лише за згодою селян, дозволу переходу селянської землі лише до селян.
Для реалізації реформи було призначено статс-секретаря у справах Польщі. Ініціював перегляд навчального статуту 1862 року та циркулярів Велепольського, організував видання посібників для російських уніатських училищ, готував судову реформу. Проводив різку антипапську політику: секуляризацію католицьких монастирів зі скороченням числа ченців, скасування патронату великих власників над костелами, обмеження влади єпископів над ксьондзами. В 1866 досяг рішення про скасування конкордата з папським престолом.

### Останні роки життя
З 1 січня 1865 року був членом Державної ради.
У грудні 1866 року після засідання у державного канцлера переніс паралітичний інсульт. Був змушений подати у відставку, зберігши статус статс-секретаря, члена Державної ради та сенатора.

Три роки він прожив після цього за кордоном і два роки в Москві. Помер, оточений піклуванням близьких та суспільною повагою, 26 січня 1872 року. Похований біля Трапезної палати при Успенській церкві Новодівичого монастиря. І. З. Тургенєв сказав над його могилою проникливу промову про заслуги перед Росією.
«Чесний коваль-громадянин», як назвав його Некрасов, нерозривно пов'язав своє ім'я з великою справою селянської реформи, з початком російського міського та земського самоврядування та з корінним перетворенням всього ладу життя в Польському Царстві. Протягом півтора десятка років він був головою та душею тісного гуртка вірних слуг справи визволення; всі підступи противників доброї справи обрушувалися переважно на його голову. Потрібна була його залізна воля, гаряча відданість справі, непідкупна чесність, його розум, ясний і живий, щоб витримати таку боротьбу і не впасти під натиском ворожих сил. Як людина, він прив'язував до себе всіх, хто близько його знав своєю щирістю і сердечною добротою; рідкісна державна людина мала стільки відданих шанувальників та друзів. Коли всі скаржилися на злидні сил, йому варто було лише кликати клич — і навколо нього збиралися десятки співробітників. Мова його була надзвичайно цікава і електризувала слухачів. Він мав рідкісне вміння одночасно схопити суть справи, зрозуміти його практичну обстановку в цю хвилину і вести його серед найважчих обставин.
За відгуками чиновних сучасників, був діячем ліберальних переконань, за що отримав прізвисько «червоний».

## Сім'я

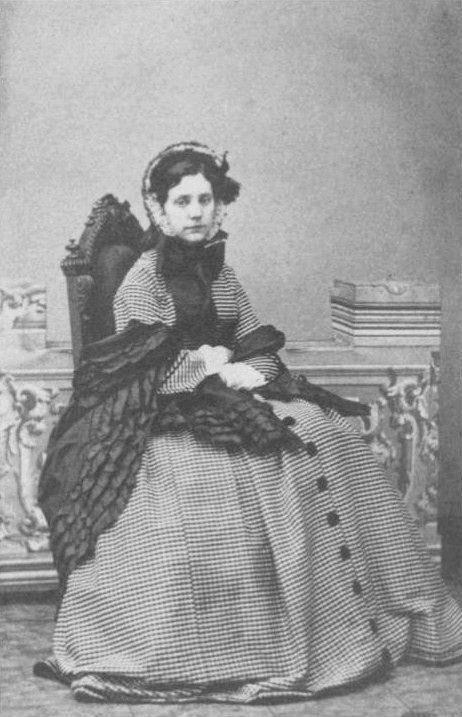
Марія Агіївна Мілютіна

Дружина (з 29 квітня 1855 року) — Марія Аггіївна Абаза (1834-28.01.1903), молодша дочка великого поміщика і цукрозаводчика, сестра міністра фінансів А. А. Абаза. За відгуками сучасника, у молодості своїй відрізнялася красою, була жінкою розумною та освіченою, але за характером злісною та недоброзичливою. Рухаючи ненаситним честолюбством, вона хотіла відігравати значну роль, її задовольняло бути дружиною чудового чоловіка, вона прагнула зосередити у собі загальну увагу, але це їй не вдавалося. Тому вона заздрила будь-кому, заздрила навіть найщирішим друзям свого чоловіка, і всіляко намагалася сварити його з ними; звичка брехати була розвинена в ній найвищою мірою. Після смерті чоловіка їй було призначено пенсію 5000 рублів на рік, а дочкам надано утримання 2000 рублів на рік до шлюбу. 1873 року стала дружиною вчителя Гаррі Стиля. Померла 1903 року «від виснаження сил» у Лондоні. Похована на Вестмінстерському цвинтарі святого Якова. Її записки про епоху скасування кріпацтва були надруковані в журналі « Руська Старина» у 1899 році. Діти:
- Юрій (1856—1912)
- Парасковія (Поліна) (11.02.1857[14] -1929), хрещена 24 лютого 1857 в Симеонівській церкві на Мохової при сприйнятті дядька Василя Аггєєвіча Абаза і тітки Віри Аггіївни Абаза, фрейліна.
- Марія (1858 — не раніше 1897)
- Олена (1864—1941)[7].

## Твори

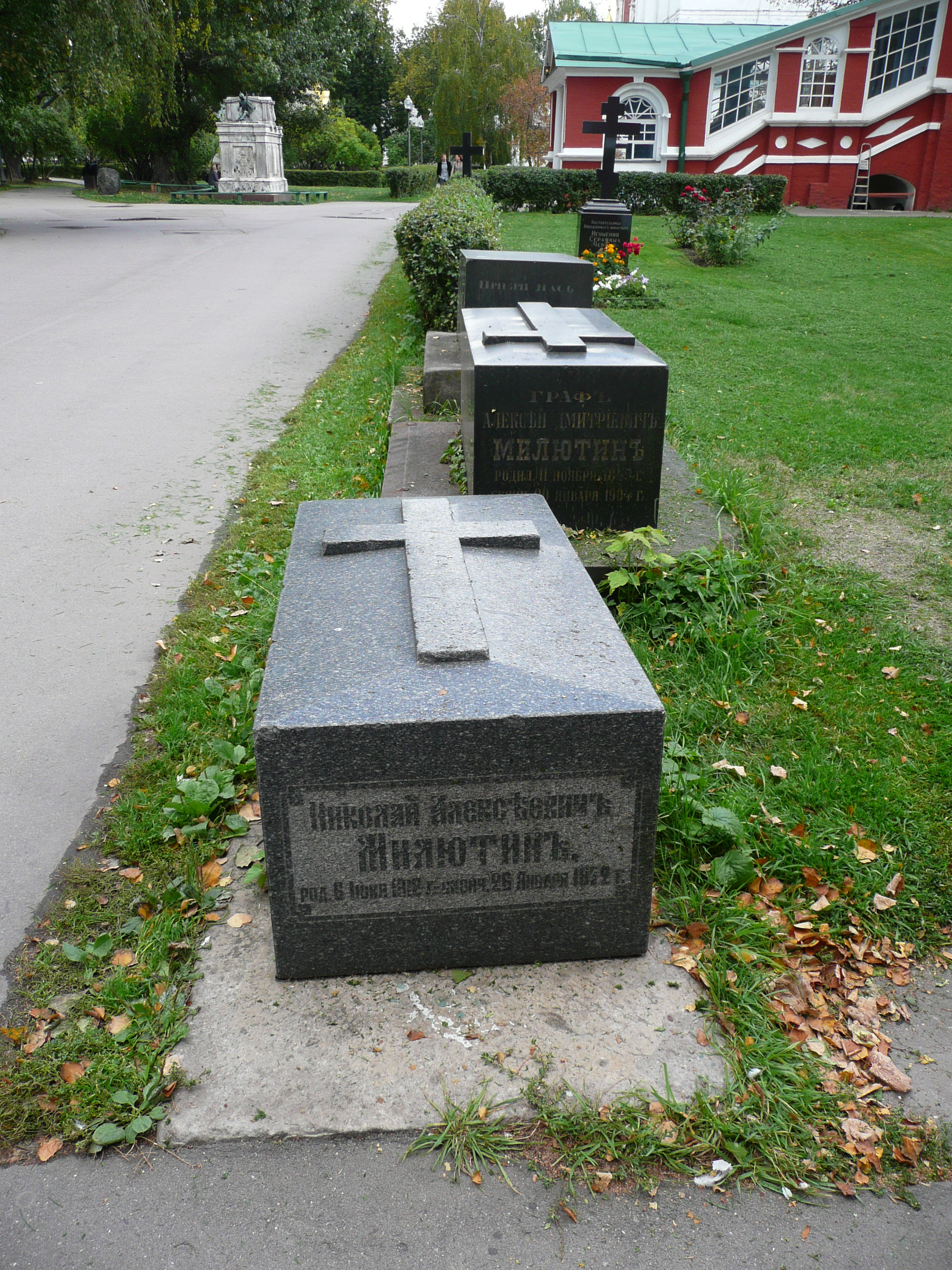
Могила Миколи Мілютіна біля Трапезної палати
Новодівичого монастиря

- Суспільний устрій та господарство міст. (2 т.) — 1838, 1858.
- Вилучення зі склепіння матеріалів з «Урядової статистики Росії» — «Кількість міських і землеробських поселень у Росії» (в «Збірнику статистичних відомостей про Росію» (1851, кн. 1))
- Нарис нижегородського ярмарку. — 1858.
- Банкові борги та становище губерній у 1856 р. — 1859.
- Відомості про накази суспільного піклування. — 1860.
- Відомості про ціни на землі, продані з прилюдних торгів з 1 січня 1854 по 1 січня 1859 — СПб., 1859.
- Відомості про ціни на порожні землі у вільному продажу з 1856 по 1858 роки. — СПб., 1860.
- Матеріали у справах Королівства Польського. — 1864.